# 馬來西亞—巴勒斯坦關係
馬來西亞－巴勒斯坦關係（爪夷文：هوبوڠن مليسيا–ڤلسطين，阿拉伯语：‎ ）是指馬來西亞和巴勒斯坦兩國之間的雙邊關係。

## 雙邊關係
馬來西亞與巴勒斯坦之間的關係相對牢固。1984年7月23日，巴勒斯坦解放组织主席亚西尔·阿拉法特率15人代表团访问马来西亚并会见该国领导人马哈迪·莫哈末，此访问是为了感谢马来西亚在促进巴勒斯坦事务方面的贡献。
截至2012年，馬來西亞大約有3,000至5,000名巴勒斯坦學生，許多巴勒斯坦人也選擇馬來西亞作為臨時避難國。在以色列佔領巴勒斯坦領土的問題上，馬來西亞表示堅決捍衛巴勒斯坦人的權利和自由，並支持巴勒斯坦人的鬥爭。
馬來西亞目前也拒絕承認以色列國，直到雙方達成和平協議為止。

## 相關事件

### 巴特什被暗殺事件
2018年4月21日，巴勒斯坦工程師、講師和哈馬斯成員法迪·穆罕默德·巴特什在前往清真寺進行黎明祈禱時，遭到兩名騎摩托車的男子槍擊，據以色列媒體稱指巴特什是一名火箭專家；哈馬斯則發表聲明，承認巴特什為組織的一員，並將其死亡歸咎於「叛國之手」。巴特什的親戚指責以色列是暗殺巴特什的元兇。时任馬來西亞副首相阿末扎希宣布，馬來西亞政府將調查外國特工參與殺害巴特什的可能性。阿末扎希形容襲擊者為兩名騎著摩托車的歐洲人或中東人。以色列迄今否認策劃了對巴特什的暗殺行動。